# Anomalie du développement
Les anomalies du développement résultent d'erreurs dans le processus normal de morphogénèse, qui aboutissent à des syndromes malformatifs.
Ceci est vrai chez les végétaux, les animaux et donc les humains. Les frères siamois ou encore les fœtus in fœtu sont des exemples d'anomalie du développement par erreur de l'embryogenèse humaine.

## Galerie

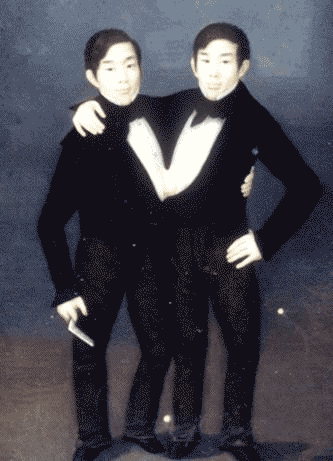
Une peinture de 1836 représentant les frères siamois Chang et Eng Bunker
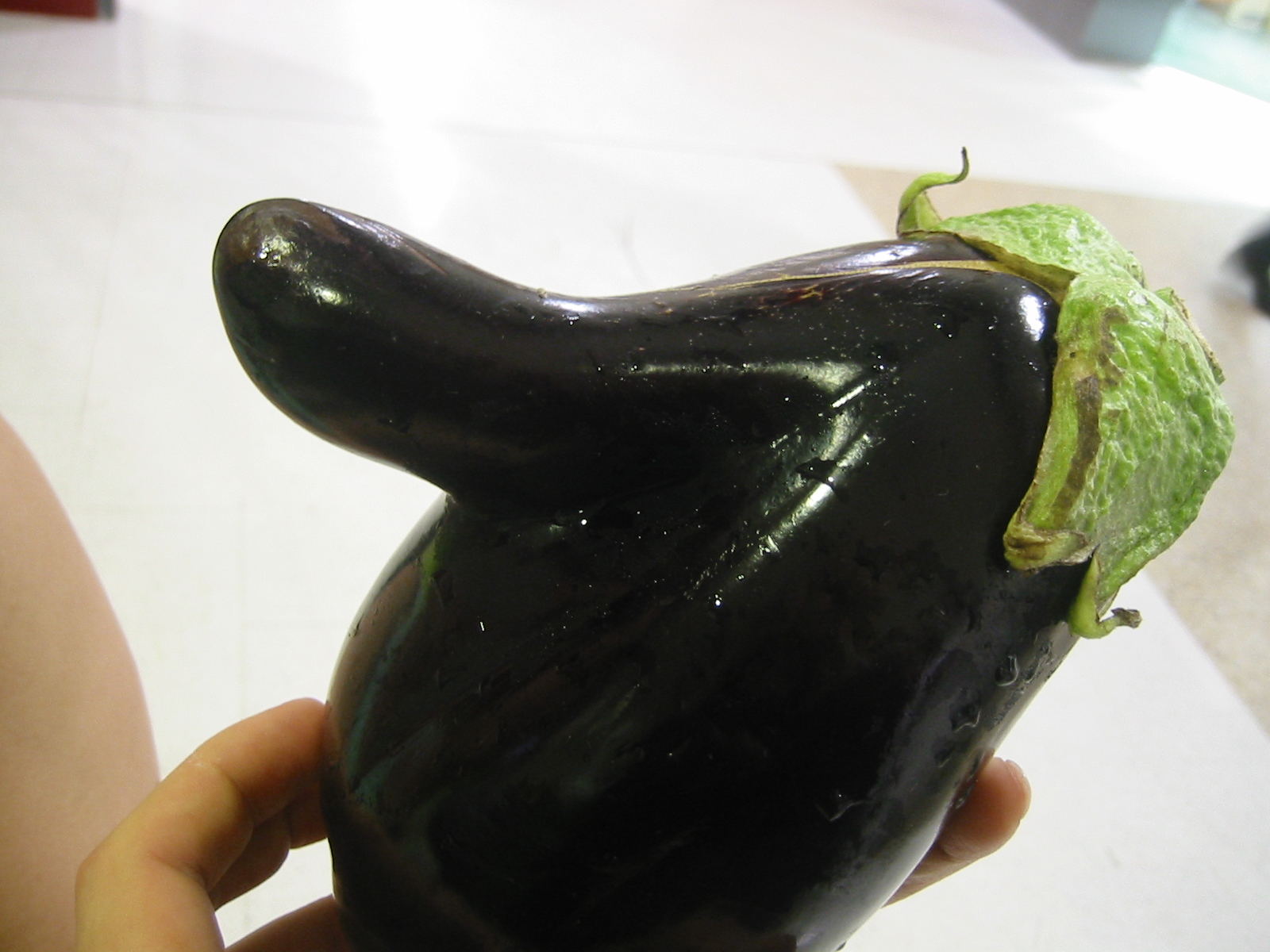
Aubergine.
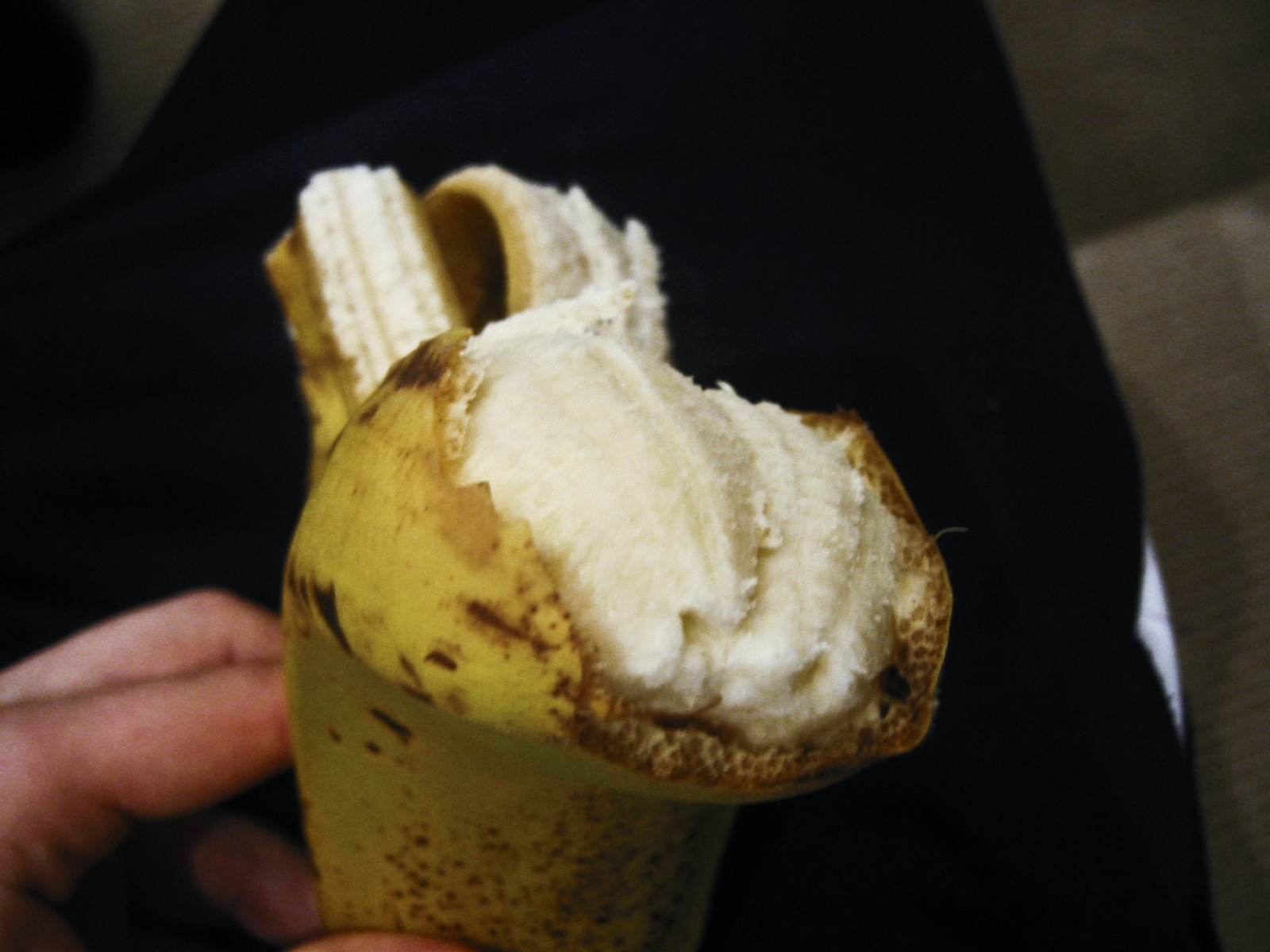
Banane.
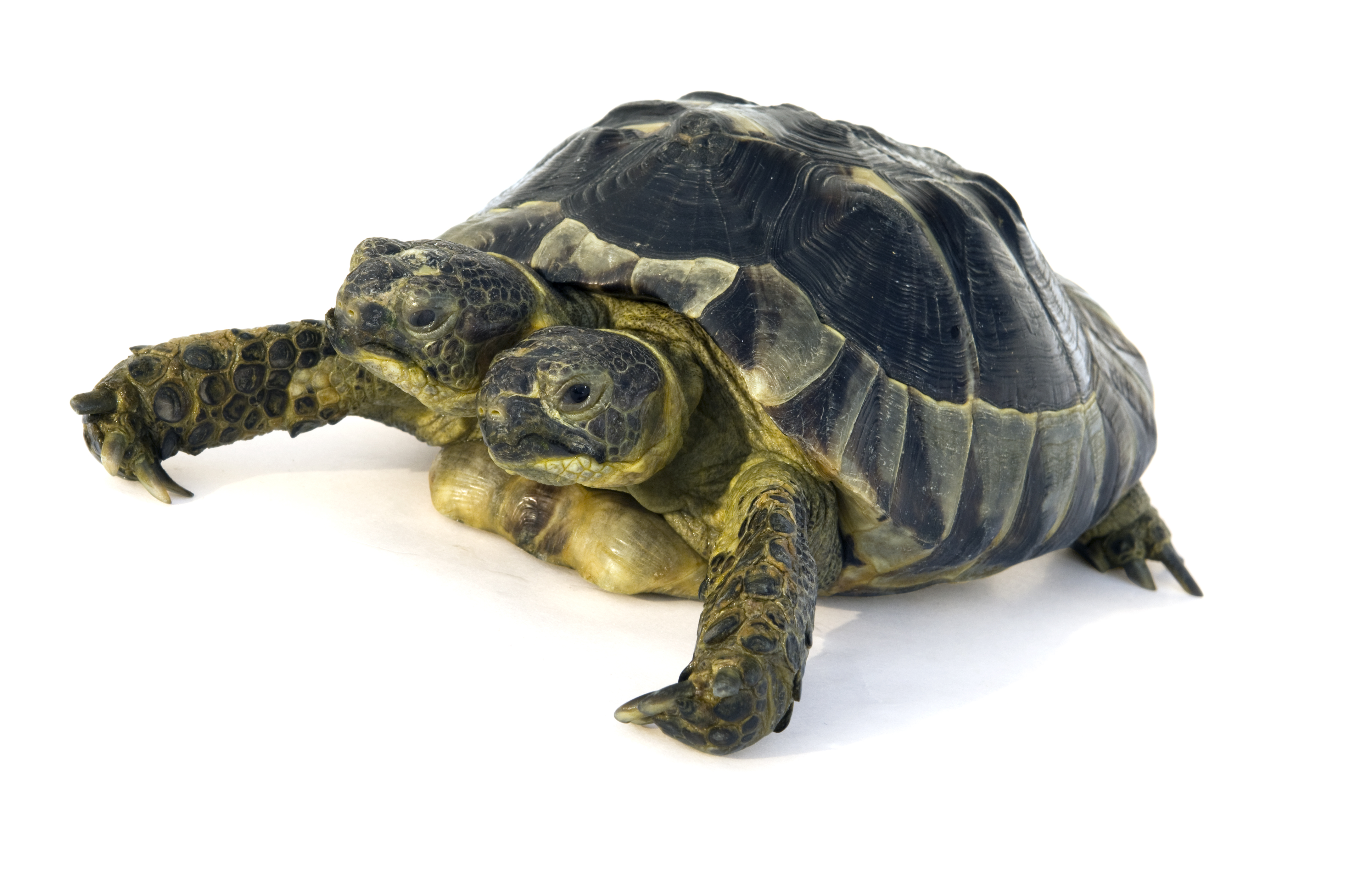
Tortue bicéphale Janus